# 손석
손석(孫碩, ?~1196년)은 고려 중기의 무신(武臣)이며 무신정권(武臣政權) 집권자(執權子) 중 한명인 경대승(慶大升)의 족형(族兄)이다.

## 생애
1178년 손석의 아버지가 오광척에 의해 탄핵되어 면직된 것에 원한을 갖고 1179년에 경대승이 정권을 잡자 경대승을 사주하여 오광척을 죽였다.
1196년 최충헌, 최충수, 박진재, 노석숭 등이 최씨정변을 일으켜 이의민, 이지순, 이지영, 이지광 등을 제거하는 일이 일어났다. 이때 손석은 반란을 일으켜 정권을 잡으려 했으나 발각되어 최충헌에게 살해당했다.

## 손석이 등장한 작품
- 《무인시대》 KBS, 2003년~2004년, 배우 : 이계인